# Commissariat de l'armée de terre de Châlons-en-Champagne
Le commissariat de l'armée de terre de Châlons-en-Champagne (CAT) est un service du commissariat de l'armée de terre, stationné à Châlons-en-Champagne et dont la compétence s'étendait sur trois régions, Picardie, Nord-Pas-de-Calais et Champagne-Ardenne. 
Dans le cadre de la continuation des coupes budgétaires infligées à la défense nationale depuis plus de trois décennies, le CAT de Châlons-en-champagne a été dissous en 2012.
À cette occasion, le commissaire Comelli, dernier chef de corps, s'est particulièrement illustré dans la reconversion des nombreux personnels civils induite par la dissolution.